# Tour de Flandes 1941
El Tour de Flandes 1941 és la 25a edició del Tour de Flandes. La cursa es disputà el 4 de maig de 1941, amb inici a Gant i final a Wetteren després d'un recorregut de 198 quilòmetres.
El vencedor final, per segon any consecutiu, fou el belga Achiel Buysse, que s'imposà a l'esprint als seus sis companys d'escapada en l'arribada a Wetteren. Els també belgues Gustaaf van Overloop i Odiel van den Meersschaut arribaren segon i tercer respectivament.

## Classificació final
|    | Ciclista                        | Equip              | Temps      |
| -- | ------------------------------- | ------------------ | ---------- |
| 1  | Achiel Buysse (BEL)             | Dilecta-Wolber     | 5h 38' 00" |
| 2  | Gustaaf Van Overloop (BEL)      |                    | m. t.      |
| 3  | Odiel van den Meersschaut (BEL) |                    | m. t.      |
| 4  | Maurice Clautier (BEL)          | Alcyon-Dunlop      | m. t.      |
| 5  | Albert Beirnaert (BEL)          |                    | m. t.      |
| 6  | Eugene Kiewit (BEL)             |                    | m. t.      |
| 7  | Jules Lowie (BEL)               | Mercier-Hutchinson | m. t.      |
| 8  | Martin Van Den Broeck (BEL)     |                    | + 1' 45"   |
| 9  | Joseph Somers (BEL)             | Helyett-Hutchinson | + 3' 15"   |
| 10 | Achiel De Backer (BEL)          |                    | + 5' 00"   |